# Sainte-Souline
Sainte-Souline ist eine westfranzösische Gemeinde mit 116 Einwohnern (Stand: 1. Januar 2022) im Département Charente in der Region Nouvelle-Aquitaine (vor 2016 Poitou-Charentes). Sie gehört zum Arrondissement Cognac und zum Kanton Charente-Sud. 

## Lage
Sainte-Souline liegt etwa 31 Kilometer südsüdwestlich von Angoulême. Umgeben ist Sainte-Souline von den Nachbargemeinden Poullignac im Norden, Saint-Félix im Osten, Châtignac im Südosten und Süden, Passirac im Südwesten sowie Berneuil im Westen und Nordwesten.

## Bevölkerungsentwicklung
| Jahr                       | 1962 | 1968 | 1975 | 1982 | 1990 | 1999 | 2006 | 2019 |
| Einwohner                  | 190  | 159  | 112  | 121  | 104  | 113  | 123  | 121  |
| Quellen: Cassini und INSEE |      |      |      |      |      |      |      |      |

## Sehenswürdigkeiten
- Kirche Sainte-Souline aus dem 12. Jahrhundert, Monument historique
- Pfarrhaus von 1668, Monument historique

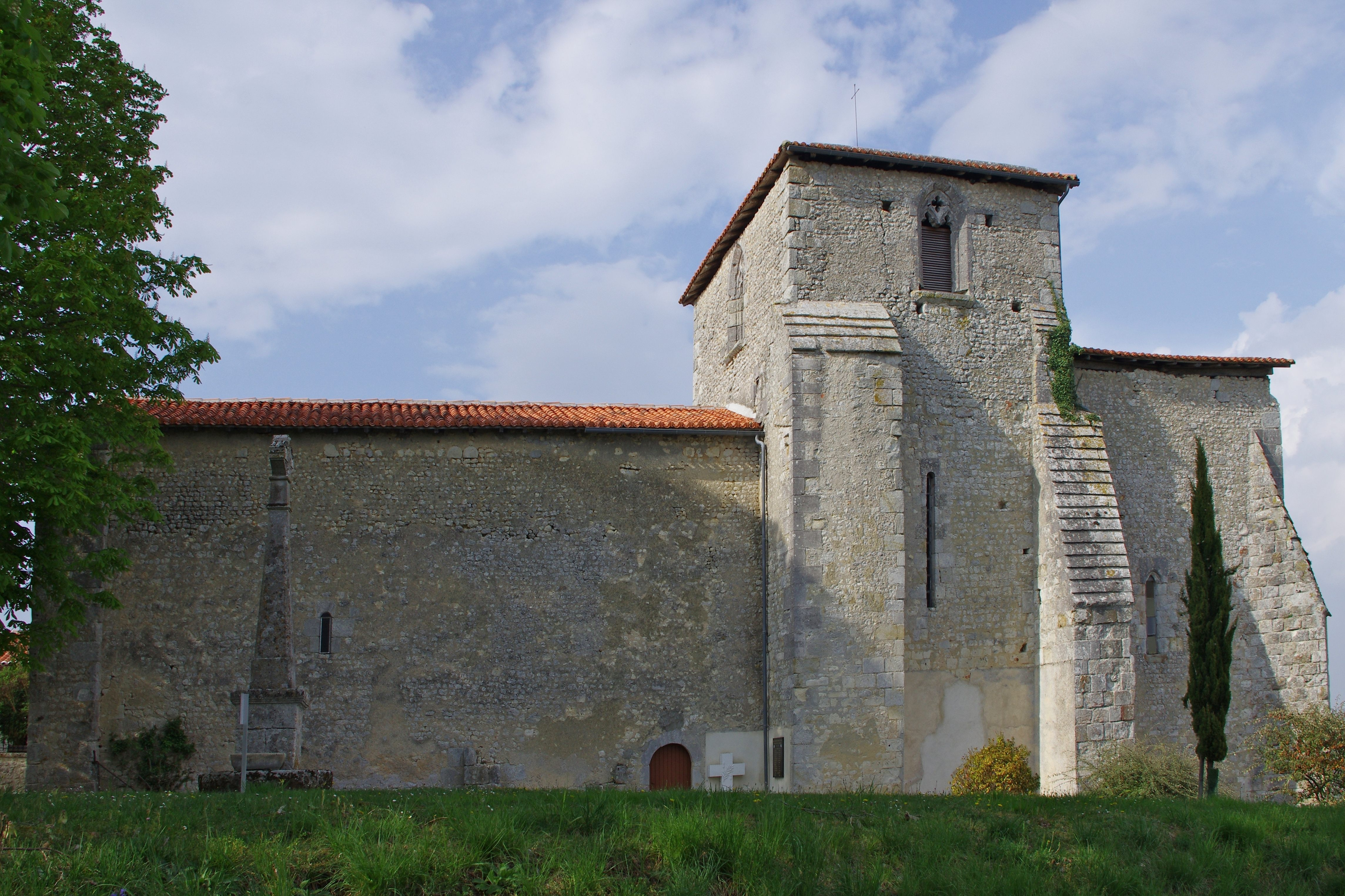
Kirche Sainte-Souline